# Saeculum obscurum
Saeculum obscurum (en latín: Siglo oscuro) es un nombre dado a un periodo en la historia del papado durante la primera mitad del siglo X, a partir de la instalación del papa Sergio III en 904 y que duró sesenta años, hasta la muerte de Juan XII en 964. Durante este período, los papas fueron influenciados fuertemente por una poderosa y corrupta familia aristocrática, los Túsculo y sus familiares.

## Periodización
El período se identificó y fue nombrado por primera vez por el cardenal italiano e historiador eclesiástico César Baronio en sus Annales Ecclesiastici en el siglo XVI, la fuente primaria de Baronio para la historia sobre este período fue Liutprando de Cremona. Otros eruditos han fechado el período como más amplio o restringido, y con otros términos, tales como la pornocracia (en alemán: Pornokratie, del Griego pornokratiā "Gobierno de las prostitutas") y el Estado de la Rameras (del alemán: Hurenregiment), que fueron acuñados por los teólogos protestantes alemanes en el siglo XIX.[cita requerida]

## Papas del siglo décimo
La familia Tusculum se originó a partir de Teofilacto I. Ostentaron puestos de gran importancia en la nobleza romana como judex, vestararius, gloriosissimus dux, cónsul y senador y magister militum. Teofilacto I, su esposa Teodora y su hija Marozia tuvieron una gran influencia en la selección papal y los asuntos religiosos en Roma a través de conspiraciones, negocios y matrimonios.
Marozia se convirtió en la concubina del papa Sergio III cuando ella tenía 15 años y más tarde tomó a otros amantes y esposos. Se aseguró de que su hijo Juan fuera nombrado papa como Juan XI, según el Antapodosis sive Res por Europam gestae (958-62), de Liutprando de Cremona (c. 920-72). Liutprando afirma que Marozia organizó el asesinato de su examante Juan X (que en un principio había sido nominado para el cargo por Teodora) a través de su entonces marido Guido de Toscana, posiblemente para asegurar la elevación de su actual favorito, León VI. No hay ningún registro que justifique definitivamente que el papa Juan X hubiera muerto antes de que León VI fuera elegido, puesto que Juan X ya había sido encarcelado por Marozia y estaba fuera de la vista del público.
Teodora y Marozia, sin duda, tuvieron una gran influencia sobre los papas durante este tiempo. En particular, como gobernantes políticos de Roma tenían un control efectivo sobre la elección de los nuevos papas. Mucho de lo que se alega sobre la Pornocracia viene de las historias de Liutprando, obispo de Cremona. Liutprando participó en la Asamblea de los Obispos que depuso a Juan XII y era un enemigo político de la aristocracia romana y su control sobre las elecciones papales. Lindsay Brook escribe:

Hay que ser especialmente prudente sobre la escritura de Liutprando de Cremona, quizás el más polémico de los cronistas del siglo X, que tenía su propia agenda para promover el imperio romano occidental revivido.

 Añade: 

Sería engañoso retratar a todos, o a la mayoría de los papas de la época, como mundanos y corruptos. Los documentos disponibles (y hay lagunas evidentes) dejan claro que muchos eran administradores competentes y hábiles diplomáticos en tiempos difíciles y peligrosos. Algunos eran incluso reformistas, deseosos de acabar con prácticas vergonzosas como la simonía. Otros ordenaron la reconstrucción y restauración de iglesias y palacios de Roma... Más bien, es la forma de la elección de muchos de ellos y su relación simbiótica con la aristocracia romana la razón por la cual se ha ganado su régimen la designación de pornocracia.

## Lista de papas durante los Años oscuros
- Sergio III (904-911), supuesto amante de Marozia
- Anastasio III (911-913)
- Landón (913-914)
- Juan X (914-928), supuesto amante de Teodora (la madre), supuestamente asesinado por Marozia
- León VI (928)
- Esteban VII (928-931)
- Juan XI (931-935), hijo de Marozia, presunto hijo de Sergio III
- León VII (936-939)
- Esteban VIII (939-942)
- Marino II (942-946)
- Agapito II (946-955)
- Juan XII (955-964), nieto de Marozia e hijo de Alberico II de Spoleto.

## Árbol genealógico
|                                                     |                                                     |                                                     |                                                     |                                                     |                                                     |  |  |                                         |                                         |                                         |                                         |                                         |                                         | Teofilacto I, Conde de Tusculum 864–924 | Teofilacto I, Conde de Tusculum 864–924 | Teofilacto I, Conde de Tusculum 864–924 | Teofilacto I, Conde de Tusculum 864–924 | Teofilacto I, Conde de Tusculum 864–924 | Teofilacto I, Conde de Tusculum 864–924 |                         |                         | Teodora 870-916 | Teodora 870-916 | Teodora 870-916        | Teodora 870-916        | Teodora 870-916        | Teodora 870-916        |                        |                        |                    |                    |                    |                    |  |  |  |  |  |  |  |  |  |  |  |  |  |  |
|                                                     |                                                     |                                                     |                                                     |                                                     |                                                     |  |  |                                         |                                         |                                         |                                         |                                         |                                         | Teofilacto I, Conde de Tusculum 864–924 | Teofilacto I, Conde de Tusculum 864–924 | Teofilacto I, Conde de Tusculum 864–924 | Teofilacto I, Conde de Tusculum 864–924 | Teofilacto I, Conde de Tusculum 864–924 | Teofilacto I, Conde de Tusculum 864–924 |                         |                         | Teodora 870-916 | Teodora 870-916 | Teodora 870-916        | Teodora 870-916        | Teodora 870-916        | Teodora 870-916        |                        |                        |                    |                    |                    |                    |  |  |  |  |  |  |  |  |  |  |  |  |  |  |
|                                                     |                                                     |                                                     |                                                     |                                                     |                                                     |  |  |                                         |                                         |                                         |                                         |                                         |                                         |                                         |                                         |                                         |                                         |                                         |                                         |                         |                         |                 |                 |                        |                        |                        |                        |                        |                        |                    |                    |                    |                    |  |  |  |  |  |  |  |  |  |  |  |  |  |  |
| Hugo de Arlés 887-924-948 (también se casó Marozia) | Hugo de Arlés 887-924-948 (también se casó Marozia) | Hugo de Arlés 887-924-948 (también se casó Marozia) | Hugo de Arlés 887-924-948 (también se casó Marozia) | Hugo de Arlés 887-924-948 (también se casó Marozia) | Hugo de Arlés 887-924-948 (también se casó Marozia) |  |  | Alberico I de Spoleto d. 925            | Alberico I de Spoleto d. 925            | Alberico I de Spoleto d. 925            | Alberico I de Spoleto d. 925            | Alberico I de Spoleto d. 925            | Alberico I de Spoleto d. 925            |                                         |                                         |                                         |                                         | Marozia 890–937                         | Marozia 890–937                         | Marozia 890–937         | Marozia 890–937         | Marozia 890–937 | Marozia 890–937 |                        |                        |                        |                        | Sergio III 904–911     | Sergio III 904–911     | Sergio III 904–911 | Sergio III 904–911 | Sergio III 904–911 | Sergio III 904–911 |  |  |  |  |  |  |  |  |  |  |  |  |  |  |
| Hugo de Arlés 887-924-948 (también se casó Marozia) | Hugo de Arlés 887-924-948 (también se casó Marozia) | Hugo de Arlés 887-924-948 (también se casó Marozia) | Hugo de Arlés 887-924-948 (también se casó Marozia) | Hugo de Arlés 887-924-948 (también se casó Marozia) | Hugo de Arlés 887-924-948 (también se casó Marozia) |  |  | Alberico I de Spoleto d. 925            | Alberico I de Spoleto d. 925            | Alberico I de Spoleto d. 925            | Alberico I de Spoleto d. 925            | Alberico I de Spoleto d. 925            | Alberico I de Spoleto d. 925            |                                         |                                         |                                         |                                         | Marozia 890–937                         | Marozia 890–937                         | Marozia 890–937         | Marozia 890–937         | Marozia 890–937 | Marozia 890–937 |                        |                        |                        |                        | Sergio III 904–911     | Sergio III 904–911     | Sergio III 904–911 | Sergio III 904–911 | Sergio III 904–911 | Sergio III 904–911 |  |  |  |  |  |  |  |  |  |  |  |  |  |  |
|                                                     |                                                     |                                                     |                                                     |                                                     |                                                     |  |  |                                         |                                         |                                         |                                         |                                         |                                         |                                         |                                         |                                         |                                         |                                         |                                         |                         |                         |                 |                 |                        |                        |                        |                        |                        |                        |                    |                    |                    |                    |  |  |  |  |  |  |  |  |  |  |  |  |  |  |
|                                                     |                                                     |                                                     |                                                     |                                                     |                                                     |  |  |                                         |                                         |                                         |                                         |                                         |                                         |                                         |                                         |                                         |                                         |                                         |                                         |                         |                         |                 |                 |                        |                        |                        |                        |                        |                        |                    |                    |                    |                    |  |  |  |  |  |  |  |  |  |  |  |  |  |  |
| Alda de Vienne                                      | Alda de Vienne                                      | Alda de Vienne                                      | Alda de Vienne                                      | Alda de Vienne                                      | Alda de Vienne                                      |  |  | Alberico II de Spoleto 905–954          | Alberico II de Spoleto 905–954          | Alberico II de Spoleto 905–954          | Alberico II de Spoleto 905–954          | Alberico II de Spoleto 905–954          | Alberico II de Spoleto 905–954          |                                         |                                         | David o Deodatus                        | David o Deodatus                        | David o Deodatus                        | David o Deodatus                        | David o Deodatus        | David o Deodatus        |                 |                 | Juan XI 931–935        | Juan XI 931–935        | Juan XI 931–935        | Juan XI 931–935        | Juan XI 931–935        | Juan XI 931–935        |                    |                    |                    |                    |  |  |  |  |  |  |  |  |  |  |  |  |  |  |
| Alda de Vienne                                      | Alda de Vienne                                      | Alda de Vienne                                      | Alda de Vienne                                      | Alda de Vienne                                      | Alda de Vienne                                      |  |  | Alberico II de Spoleto 905–954          | Alberico II de Spoleto 905–954          | Alberico II de Spoleto 905–954          | Alberico II de Spoleto 905–954          | Alberico II de Spoleto 905–954          | Alberico II de Spoleto 905–954          |                                         |                                         | David o Deodatus                        | David o Deodatus                        | David o Deodatus                        | David o Deodatus                        | David o Deodatus        | David o Deodatus        |                 |                 | Juan XI 931–935        | Juan XI 931–935        | Juan XI 931–935        | Juan XI 931–935        | Juan XI 931–935        | Juan XI 931–935        |                    |                    |                    |                    |  |  |  |  |  |  |  |  |  |  |  |  |  |  |
|                                                     |                                                     |                                                     |                                                     |                                                     |                                                     |  |  |                                         |                                         |                                         |                                         |                                         |                                         |                                         |                                         |                                         |                                         |                                         |                                         |                         |                         |                 |                 |                        |                        |                        |                        |                        |                        |                    |                    |                    |                    |  |  |  |  |  |  |  |  |  |  |  |  |  |  |
|                                                     |                                                     |                                                     |                                                     |                                                     |                                                     |  |  |                                         |                                         |                                         |                                         |                                         |                                         |                                         |                                         |                                         |                                         |                                         |                                         |                         |                         |                 |                 |                        |                        |                        |                        |                        |                        |                    |                    |                    |                    |  |  |  |  |  |  |  |  |  |  |  |  |  |  |
| Gregorio I, Conde de Tusculum                       | Gregorio I, Conde de Tusculum                       | Gregorio I, Conde de Tusculum                       | Gregorio I, Conde de Tusculum                       | Gregorio I, Conde de Tusculum                       | Gregorio I, Conde de Tusculum                       |  |  | Juan XII 955–964                        | Juan XII 955–964                        | Juan XII 955–964                        | Juan XII 955–964                        | Juan XII 955–964                        | Juan XII 955–964                        |                                         |                                         | Benedicto VII 974-983                   | Benedicto VII 974-983                   | Benedicto VII 974-983                   | Benedicto VII 974-983                   | Benedicto VII 974-983   | Benedicto VII 974-983   |                 |                 |                        |                        |                        |                        |                        |                        |                    |                    |                    |                    |  |  |  |  |  |  |  |  |  |  |  |  |  |  |
| Gregorio I, Conde de Tusculum                       | Gregorio I, Conde de Tusculum                       | Gregorio I, Conde de Tusculum                       | Gregorio I, Conde de Tusculum                       | Gregorio I, Conde de Tusculum                       | Gregorio I, Conde de Tusculum                       |  |  | Juan XII 955–964                        | Juan XII 955–964                        | Juan XII 955–964                        | Juan XII 955–964                        | Juan XII 955–964                        | Juan XII 955–964                        |                                         |                                         | Benedicto VII 974-983                   | Benedicto VII 974-983                   | Benedicto VII 974-983                   | Benedicto VII 974-983                   | Benedicto VII 974-983   | Benedicto VII 974-983   |                 |                 |                        |                        |                        |                        |                        |                        |                    |                    |                    |                    |  |  |  |  |  |  |  |  |  |  |  |  |  |  |
|                                                     |                                                     |                                                     |                                                     |                                                     |                                                     |  |  |                                         |                                         |                                         |                                         |                                         |                                         |                                         |                                         |                                         |                                         |                                         |                                         |                         |                         |                 |                 |                        |                        |                        |                        |                        |                        |                    |                    |                    |                    |  |  |  |  |  |  |  |  |  |  |  |  |  |  |
| Benedicto VIII Pope 1012–1024                       | Benedicto VIII Pope 1012–1024                       | Benedicto VIII Pope 1012–1024                       | Benedicto VIII Pope 1012–1024                       | Benedicto VIII Pope 1012–1024                       | Benedicto VIII Pope 1012–1024                       |  |  | Alberico III, Conde de Tusculum d. 1044 | Alberico III, Conde de Tusculum d. 1044 | Alberico III, Conde de Tusculum d. 1044 | Alberico III, Conde de Tusculum d. 1044 | Alberico III, Conde de Tusculum d. 1044 | Alberico III, Conde de Tusculum d. 1044 |                                         |                                         | Juan XIX Pope 1024–1032                 | Juan XIX Pope 1024–1032                 | Juan XIX Pope 1024–1032                 | Juan XIX Pope 1024–1032                 | Juan XIX Pope 1024–1032 | Juan XIX Pope 1024–1032 |                 |                 |                        |                        |                        |                        |                        |                        |                    |                    |                    |                    |  |  |  |  |  |  |  |  |  |  |  |  |  |  |
| Benedicto VIII Pope 1012–1024                       | Benedicto VIII Pope 1012–1024                       | Benedicto VIII Pope 1012–1024                       | Benedicto VIII Pope 1012–1024                       | Benedicto VIII Pope 1012–1024                       | Benedicto VIII Pope 1012–1024                       |  |  | Alberico III, Conde de Tusculum d. 1044 | Alberico III, Conde de Tusculum d. 1044 | Alberico III, Conde de Tusculum d. 1044 | Alberico III, Conde de Tusculum d. 1044 | Alberico III, Conde de Tusculum d. 1044 | Alberico III, Conde de Tusculum d. 1044 |                                         |                                         | Juan XIX Pope 1024–1032                 | Juan XIX Pope 1024–1032                 | Juan XIX Pope 1024–1032                 | Juan XIX Pope 1024–1032                 | Juan XIX Pope 1024–1032 | Juan XIX Pope 1024–1032 |                 |                 |                        |                        |                        |                        |                        |                        |                    |                    |                    |                    |  |  |  |  |  |  |  |  |  |  |  |  |  |  |
|                                                     |                                                     |                                                     |                                                     |                                                     |                                                     |  |  |                                         |                                         |                                         |                                         |                                         |                                         |                                         |                                         |                                         |                                         |                                         |                                         |                         |                         |                 |                 |                        |                        |                        |                        |                        |                        |                    |                    |                    |                    |  |  |  |  |  |  |  |  |  |  |  |  |  |  |
| Pedro, duque de los romanos                         | Pedro, duque de los romanos                         | Pedro, duque de los romanos                         | Pedro, duque de los romanos                         | Pedro, duque de los romanos                         | Pedro, duque de los romanos                         |  |  | Gaius                                   | Gaius                                   | Gaius                                   | Gaius                                   | Gaius                                   | Gaius                                   |                                         |                                         | Octavianus                              | Octavianus                              | Octavianus                              | Octavianus                              | Octavianus              | Octavianus              |                 |                 | Benedicto IX 1012–1055 | Benedicto IX 1012–1055 | Benedicto IX 1012–1055 | Benedicto IX 1012–1055 | Benedicto IX 1012–1055 | Benedicto IX 1012–1055 |                    |                    |                    |                    |  |  |  |  |  |  |  |  |  |  |  |  |  |  |

## El Papado tusculano, 1012-1059
Después de varios papas procedentes de la familia Crescenzi hasta 1012, los descendientes de Teofilacto I todavía lograron la elección de algunos familiares como papas:
- Benedicto VIII, hijo de Gregorio I de Tusculum; (1012-1024)
- Juan XIX, hijo del conde Gregorio I de Tusculum, (1024-1032)
- Benedicto IX, hijo de Alberico III de Tusculum; (1032-1044; 1045; 1047 a 1048)
- Benedicto X, hijo de Alberico III de Tusculum (1058-1059); expulsado de Roma después de una pequeña guerra.

Benedicto IX llegó a vender el papado a su padrino religioso, el papa Gregorio VI (1045-1046). Luego cambió de opinión, se apoderó del Palacio de Letrán y se convirtió en papa por tercera vez en 1047-1048.
El Papado tusculano terminó con la elección del papa Nicolás II, que fue asistido por Hildebrando de Sovana contra el antipapa Benedicto X. Hildebrando fue elegido papa Gregorio VII en 1073 e introdujo la Reforma Gregoriana, aumentando el poder y la independencia del papado.